# Garito
Garito er en hollandsk tv-quiz, der fik dansk premiere på TV Danmark i oktober 2005 og siden hen har kørt på Kanal 5 og Kanal 4.

## Værter
Følgende personer var værter på programmet i den oprindelige hollandske version:
- Valerie Zwikker (2004)
- Harold Verwoert (2004-2005)
- Arlette Adriani (2004-2005)
- Jeremy Sno (2004-2005)
- Wytske Kenemans (2004-2005)
- Céline Huijsmans (2005)
- Nienke Disco (2005)
- Mirjam van Mourik (2005)
- Gigi Ravelli (2005)

| Fjernsyn | Spire Denne artikel om et tv-program er en spire som bør udbygges. Du er velkommen til at hjælpe Wikipedia ved at udvide den. |